# Ashridge Business School

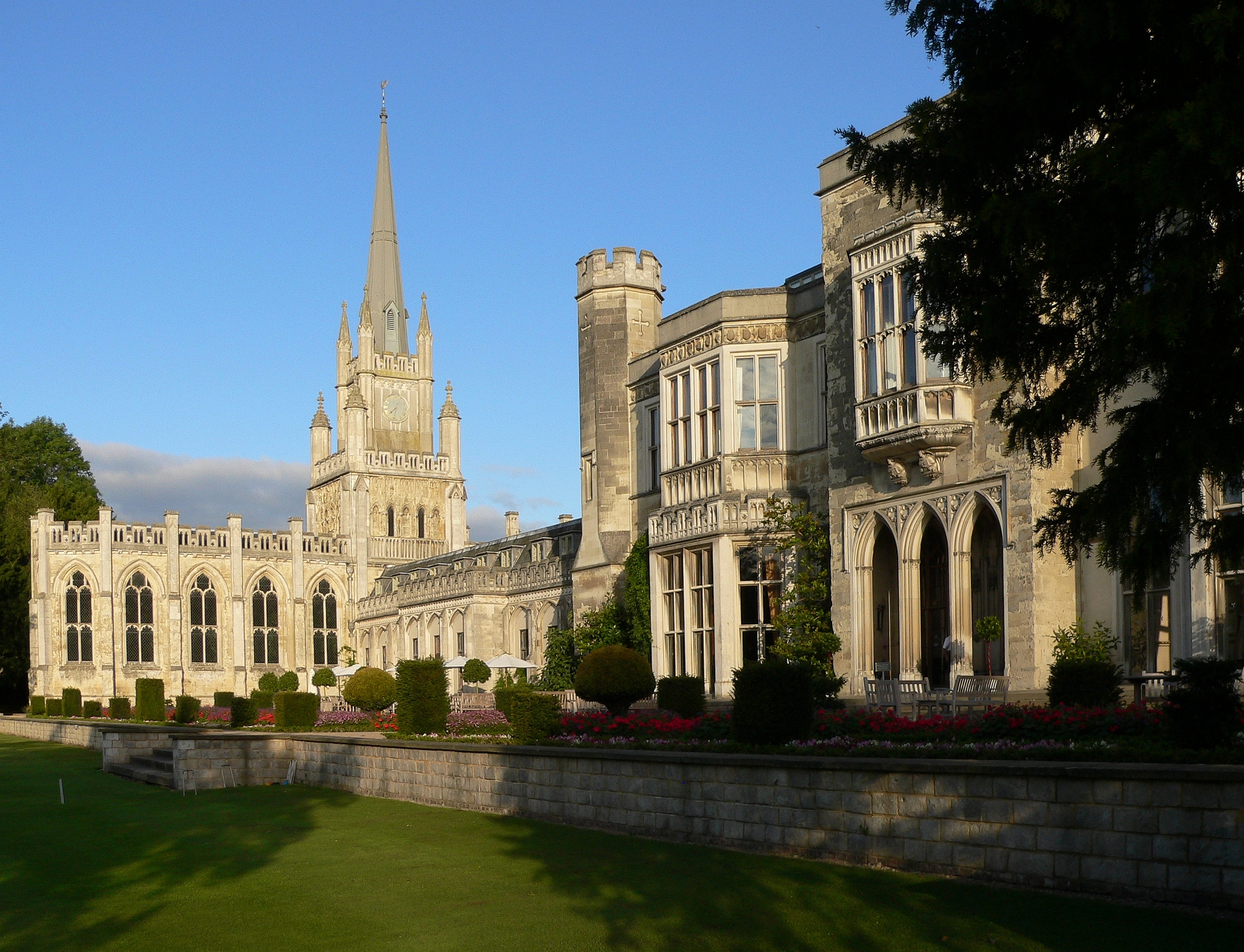
Gebäude der ehemaligen Ashridge Business School von der Parkseite aus

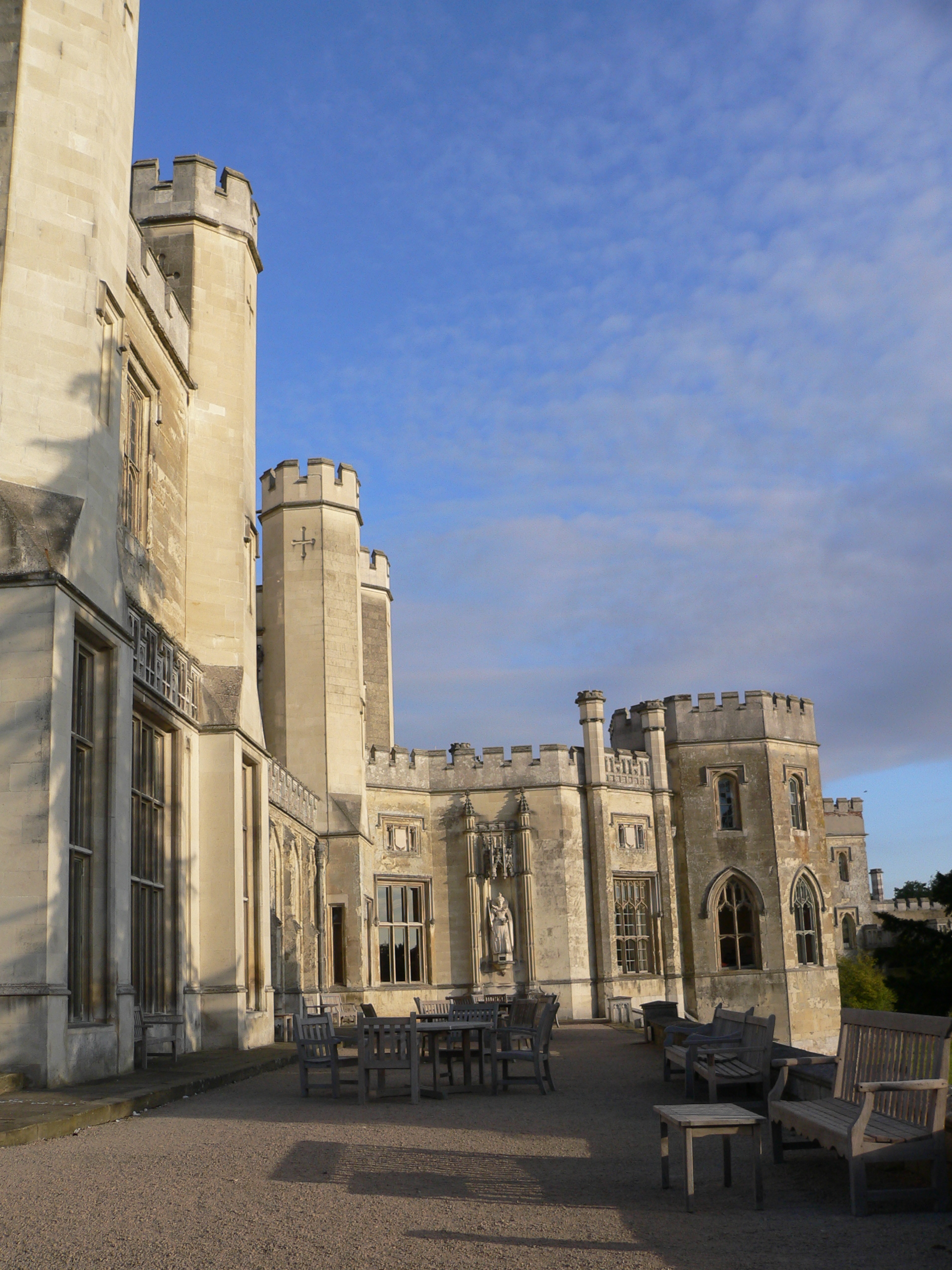
Seitenflügel

Die Ashridge Business School in Ashridge Park, Berkhamsted bei London war eine britische Privatuniversität. Im Jahr 2015 wurde die Ashridge Business School von der Hult International Business School übernommen. Der Bildungsangebot nennt sich inzwischen Hult Ashridge Executive Education.

## Geschichte
Die Ashridge Business School führt ihre Ursprünge im weiteren Sinne auf die 1283 gegründete Klosterschule von Bonhommes in Ashridge bei Berkhamsted, Hertfordshire zurück. Die Ashridge Business School selbst wurde 1959 mit Unterstützung der Unternehmen Shell, Unilever und Guinness in einem schlossähnlichen Gebäude aus dem 19. Jahrhundert, das sich inmitten eines großen Parks befindet, gegründet.

## Organisation
Die Ashridge Business School bot offene sowie firmenspezifische Studienprogramme an, insbesondere Weiterbildungsprogramme für Manager. Die Klassen bestanden aus 25 bis 40 Teilnehmern; zugelassen waren Studenten mit mindestens fünfjähriger Berufserfahrung.
Die Hochschule war akkreditiert nach EQUIS, AACSB und AMBA. Ashridge hat ein weltweites Alumni-Netzwerk von rund 4.000 Mitgliedern.
Die Ashridge Business School hatte etwa 400 Mitarbeiter, davon 100 Professoren und Dozenten, davon rund 30 Prozent aus dem Ausland. Präsident war vom Mai 2003 bis April 2017 der Deutsch-Kanadier Kai Peters. Bekannte Professoren waren Andrew Campbell und Michael Goold vom „Ashridge Strategic Management Centre London“ sowie George Binney, Gerhard Wilke und Colin Williams.
Das angegliederte Ashridge Management College bot ein MBA-Studium als „European Partnership MBA“ an. Der Hochschule sind zudem das „Ashridge Centre for Business and Society“, „Ashridge Strategic Management Centre“ und „Ashridge Leadership Centre“ angegliedert.
Das Hauptgebäude des Schlossambientes in Ashridge war Vorlage für Filme wie Das dreckige Dutzend und Harry Potter.

## Studienangebot (Auswahl)
- MBA (Ein-Jahres-Programm Vollzeit)
- EMBA – Executive MBA (Zwei-Jahres-Programm Berufsbegleitend)
- EMBA – European Partnership MBA (Berufsbegleitend)
- Master of Science (MSc) in Organisation Consulting (Zwei-Jahres-Programm)
- Master of Science (MSc) in Executive Coaching
- Doktorat in Organisation Consulting